# Not Only But Always
Not Only But Always, sin títulos para su distribución en castellano, es un telefilm dramático estrenado el 30 de diciembre de 2004 en Reino Unido, el 3 de diciembre de 2006 en Australia y sin fecha de estreno por parte de ninguna cadena de televisión de España. Protagonizada por Rhys Ifans y dirigida por Terry Johnson. Basada en el conocido dúo humorista formado por Peter Cook y Dudley Moore, famosos en Reino Unido durante las décadas de los 60 y 70.

## Recepción crítica
En la página de Internet Rotten Tomatoes carece de porcentaje de comentarios positivos, ya que sólo hay contabilizada una crítica por parte de la prensa especializada, que dice lo siguiente: 

"Rhys Ifans y Aidan McArdle desaparecen y se convierten en los personajes que interpretan."
Rory L. Aronsky.

## Premios
Premios BAFTA
| Año  | Categoría                          | Persona           | Resultado |
| ---- | ---------------------------------- | ----------------- | --------- |
| 2005 | Best Single Drama                  | Best Single Drama | Candidata |
| 2005 | BAFTA al mejor actor de televisión | Rhys Ifans        | Ganador   |

## Localizaciones
Not Only But Always se rodó íntegramente en la ciudad de Auckland, Nueva Zelanda.

## DVD
Not Only But Always salió a la venta el 4 de octubre de 2005 en Estados Unidos, en formato DVD. El disco contiene menús interactivos, acceso directo a escenas, subtítulos en múltiples idiomas y comentarios del director y guionista Terry Johnson, grandes éxitos de Peter Cook y Dudley Moore y filmografías selectas.